# Akram Afif
Akram Afif (18 november 1996) is een Qatarees voetballer die bij voorkeur als aanvaller speelt. Hij tekende in 2020 bij Al-Sadd, waar hij eerder al op huurbasis speelde.  Zijn broer Ali Afif is net als Akram Qatarees internationaal. Afifs vader was ook voetballer en is van Somali komaf en zijn moeder is Jemeni. Beiden werden genaturaliseerd in Qatar.

## Clubcarrière
Al-Sadd leende Afif tijdens het seizoen 2013/14 uit aan het Spaanse Villarreal CF, waar hij in het Juvenil A team voetbalde. In juli 2014 werd de aanvaller voor een half seizoen uitgeleend aan Sevilla FC, waar hij eveneens in het Juvenil A team speelde. In januari 2015 verhuisde hij naar KAS Eupen.  Op 18 januari 2015 maakte de Qatarees zijn opwachting in de tweede klasse in de uitwedstrijd tegen Eendracht Aalst. Hij mocht in de basiself starten en maakte het openingsdoelpunt. Op 6 februari 2015 was Afif opnieuw trefzeker in de thuiswedstrijd tegen Antwerp FC. Afif eindigde zijn eerste (halve) seizoen met twee doelpunten in negen wedstrijden. In het seizoen 2015/16 maakte hij in het eerste competitieduel op 8 augustus 2015 het enige doelpunt (0–1) tegen Union Saint-Gilloise.
Op 8 mei 2016 werd bevestigd dat Afif terugkeerde bij Villarreal, dit keer op permanente basis. Daarmee werd hij de eerste in Qatar geboren speler in de geschiedenis van La Liga. Twee weken voor de start van de Primera División 2016/17 werd bekend dat Afif voor dit seizoen verhuurd zou worden aan competitiegenoot Sporting Gijón. De Qatarees kwam echter weinig in de plannen van trainer Abelardo Fernández en later diens opvolger Rubi voor. Hij kwam tot negen optredens, waarvan slechts twee als basisspeler. Sporting Gijón sloot het seizoen af in de degradatiezone. Medio 2017 werd bekend dat Afif voor het seizoen 2017/18 op huurbasis terugkeerde naar KAS Eupen. Halverwege het seizoen werd echter na overleg tussen de speler, de clubs Al Sadd, Villareal CF en KAS Eupen besloten om de huurperiode vroegtijdig te beëindigen.
Afif keerde vervolgens op huurbasis terug bij het Qatarese Al-Sadd SC. Medio 2020 nam Al-Sadd SC de aanvaller permanent over van Villareal FC. Afif won met Al-Sadd SC onder meer drie keer de Qatar Stars League. 

## Clubstatistieken
| Seizoen | Club             | Land   | Competitie         | Wed. | Doelp. |
| ------- | ---------------- | ------ | ------------------ | ---- | ------ |
| 2014/15 | Al-Sadd          | Qatar  | Qatari League      | 0    | 0      |
| 2014/15 | → KAS Eupen      | België | Proximus League    | 9    | 2      |
| 2015/16 | → KAS Eupen      | België | Proximus League    | 16   | 6      |
| 2016/17 | Villarreal CF    | Spanje | Primera División   | 0    | 0      |
| 2016/17 | → Sporting Gijón | Spanje | Primera División   | 9    | 0      |
| 2017/18 | → KAS Eupen      | België | Jupiler Pro League | 15   | 1      |
| 2017/18 | → Al-Sadd        | Qatar  | Qatari League      | 7    | 3      |
| 2018/19 | → Al-Sadd        | Qatar  | Qatari League      | 22   | 26     |
| 2019/20 | → Al-Sadd        | Qatar  | Qatari League      | 1    | 0      |
| Totaal  | Totaal           | Totaal | Totaal             | 79   | 38     |

## Interlandcarrière
Afif maakte op 3 september 2015 zijn debuut in het Qatarees voetbalelftal in een kwalificatiewedstrijd voor het wereldkampioenschap voetbal 2018 in Doha tegen Bhutan. Qatar won met 15–0 en behaalde daarmee de grootste overwinning in haar geschiedenis; Afif zelf maakte in de 56ste minuut het tiende doelpunt. Eerder in 2015 was Afif actief op het wereldkampioenschap voetbal onder 20, waar hij met Qatar alle groepsduels won.
In 2022 nam Afif met het Qatarees voetbalelftal deel aan het WK in eigen land. In 2019 en 2024 won hij met zijn land het Aziatisch kampioenschap voetbal.